# Mame Wade
Mame Ndiaga Wade (* 10. Oktober 2002 in Tivaouane) ist ein senegalesischer Fußballspieler.

## Karriere
Wade wechselte im August 2021 aus Gambia von den Gambinos Stars in die Slowakei zu Erstligist DAC Dunajská Streda, der ihn aber direkt an den Zweitligisten FC ŠTK 1914 Šamorín verlieh. In der 2. Liga kam er während der zweijährigen Leihe zu zwei Einsätzen für Šamorín. Zur Saison 2023/24 kehrte er nach Dunajská Streda zurück, wo er aber keine Rolle spielte.
Im Februar 2024 wechselte Wade nach Österreich zum fünftklassigen FC Wacker Innsbruck. Für Wacker kam er zu fünf Einsätzen in der fünftklassigen Tiroler Liga, mit Innsbruck stieg er am Ende der Saison 2023/24 in die viertklassige Regionalliga Tirol auf. In der Saison 2024/25 kam er nur zu einem Einsatz, Wacker marschierte als Meister in die Regionalliga durch.
Zur Saison 2025/26 wechselte Wade zum Zweitligisten SC Austria Lustenau, bei dem er einen bis 2027 laufenden Vertrag erhielt. Sein Debüt in der 2. Liga gab er im August 2025, als er am ersten Spieltag jener Saison gegen den FC Liefering in der 63. Minute für Pius Grabher eingewechselt wurde. In jenem Spiel, das Lustenau mit 4:0 gewann, erzielte er auch sein erstes Tor im Profibereich.